# 潮干狩り

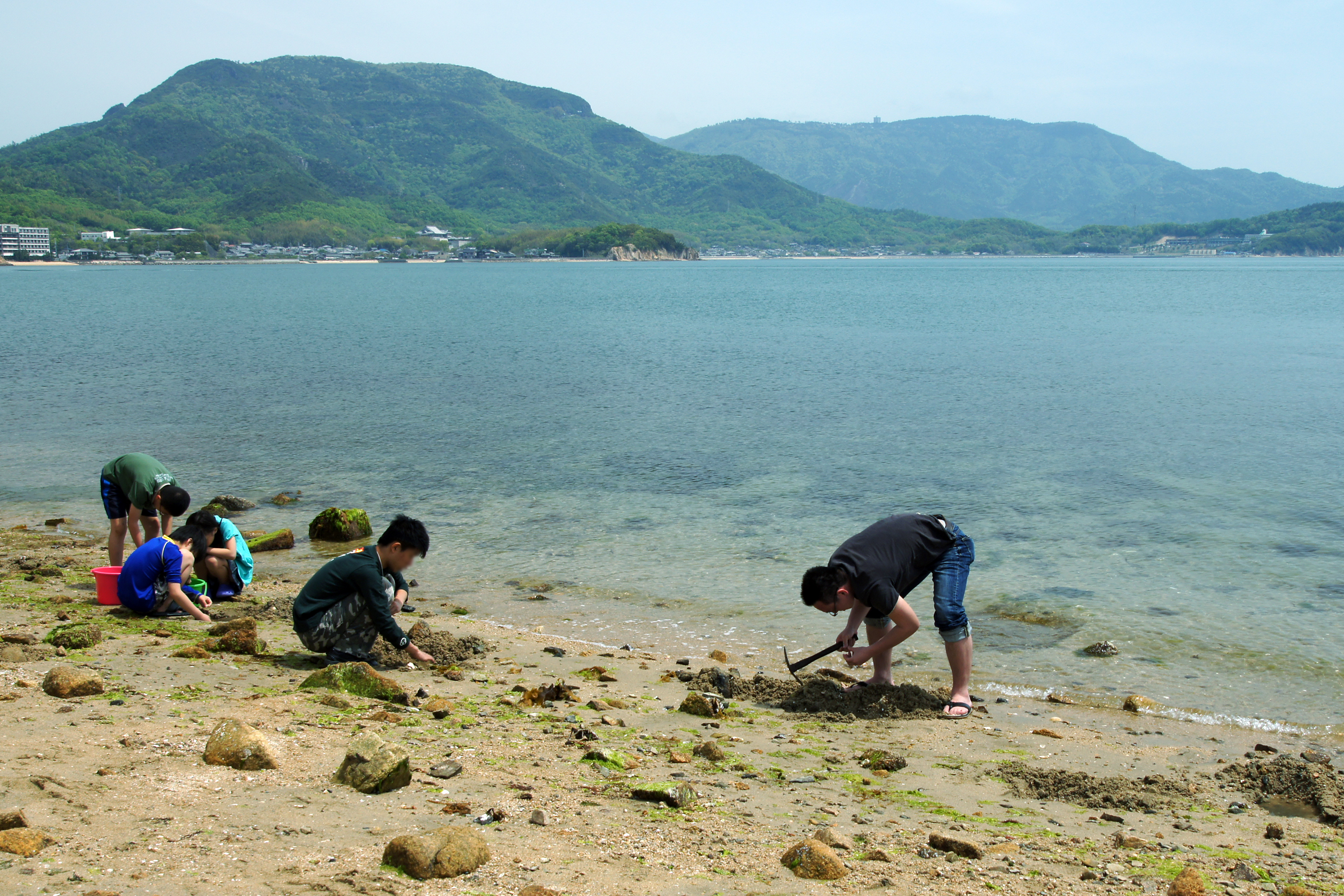
潮干狩りの様子。エンジェルロード（小豆島）にて

潮干狩り（しおひがり）とは、遠浅の砂浜で、砂中の貝などを採取することである。貝拾い、貝掘りなどとも言う。春の季語でもある。

## 手法

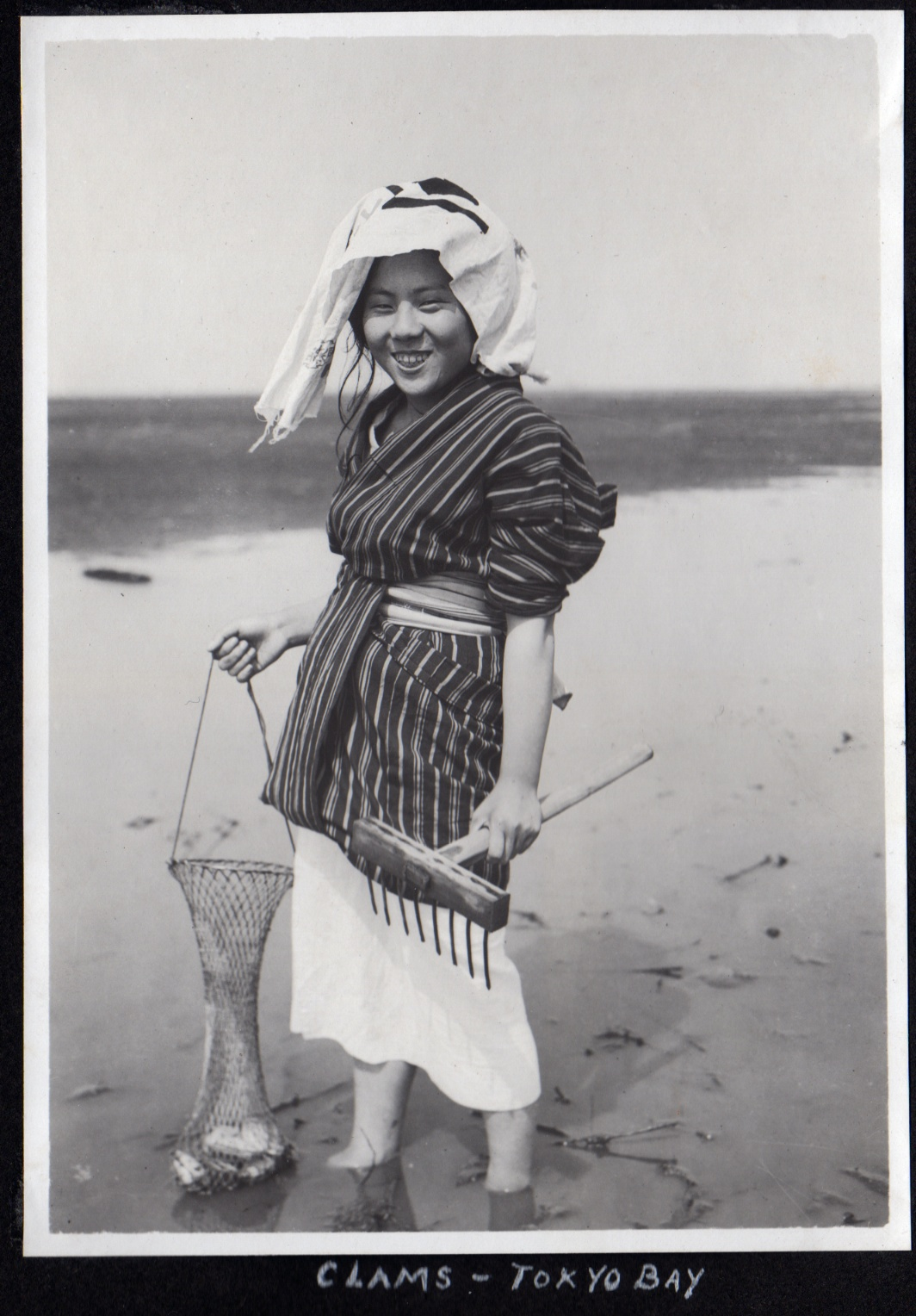
東京湾で潮干狩り中の女性（1914年）

一般的には干潮時に潮が引いた浜辺で熊手やシャベル等を使って砂の中に潜っている貝を掘り出し、バケツや編み込んだ袋などの容器に集める。
潮干狩りは砂浜にしゃがみ込んで貝を掘り当てたり掻き集める姿勢を保たねばならないので、汐の干満に合わせて行なうことが望ましい。具体的には引き潮に合わせて徐々に干潟となっていく砂浜を海に向かって追っていき、満ち潮に合わせて陸に戻る。干満の時間帯は地域によって若干異なるので潮汐表・潮見表や新聞などであらかじめ調べ、出発時刻を到着時刻から逆算して行動すると、長時間安心して潮干狩りを楽しむことができる。場所によっては、あらかじめ砂浜が現れる場所まで舟で行き、潮干狩りを始めると砂地が出てくる場所を利用することがある。
貝採りは主として食用にするために行われる。採った貝は体内に砂を吸い込んでおり、砂を吐かせる必要があるので、持ち帰って調理することが一般的である。なお、貝採りは貝殻を収集する目的で行われることがあり、食用に限らず船で海底から貝を採る場合もあるため潮干狩りに限られない。

### 貝採りの工夫
二枚貝の種類によって水管を出す穴の形が異なるので、それらを観察することで狙ったものを採ることができる。例えばアサリは呼吸のために砂の中から入水管と吸水管を出しており「アサリの目」と呼ばれる小さな穴が見られるため居場所の目安となる。また、マテガイの捕獲には独特の方法が用いられる。大き目のスコップやシャベルで砂を掘ると小さな穴が開いており、潮が吹いていることがある。これがマテガイの棲息する穴であれば、食塩を一摘み入れると貝がニュッと飛び出してくる。この一瞬を捉えて指で抜き取るのである。これは穴の中で水管などを露出し呼吸しているマテガイが高濃度の塩分に驚き、貝柱を急激に収縮させる習性を利用したもので、わざわざ砂泥を掘らずに採れるユニークな方法として知られる。

### 注意点
干満の時間帯を気にしなかったり忘れたりすると、満ちてくる海水で衣服が濡れたり、次第に増す水位に気付かず波に飲まれて思わぬ事故を招くことがある。
干潟は一般的に日陰となるものが無く、晴れた日には日射が強い。晴天下での長時間の作業は熱中症になる危険もある。干潟からの照り返しや日焼け予防も考慮に入れて、通気性の良い麦わら帽子などで対策をし、適度に水分補給をするとよい。逆に寒い日には潮風が吹きつけて陸上より寒く感じられることもあるので、余分に着込むものも必要である。また、割れた貝殻やカキ、ガラスの破片などから足を守るために長靴、ズック靴などを履く事が望ましい。ビーチサンダル、ゴム草履等は露出が多い上に滑りやすく、ケガの危険が増す。

## 歴史
人類は長く狩猟と採集による生活を行い、特に海岸での貝類の採集は手軽であることから古今多くの地域で行われてきた。

### 欧米

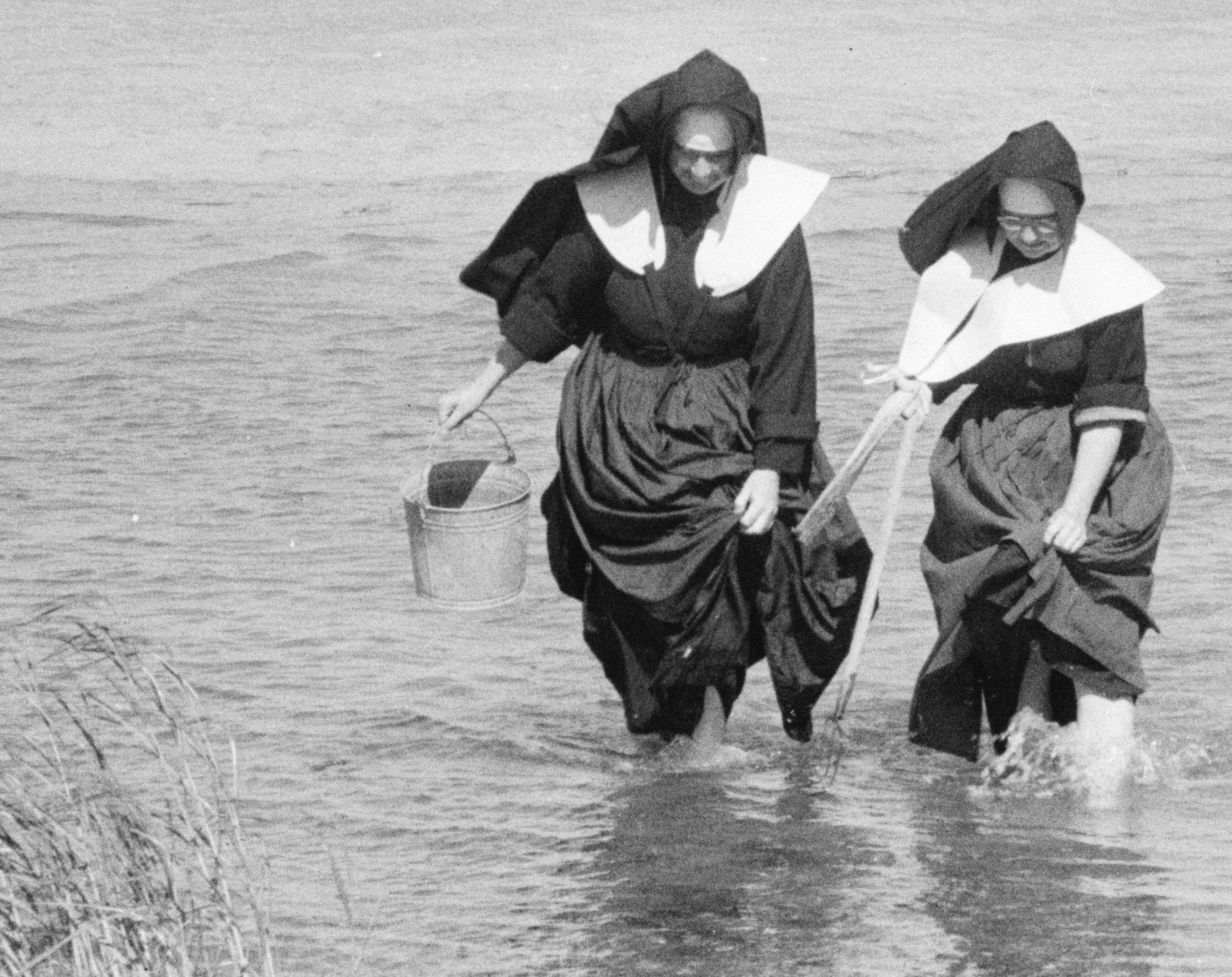
ロングアイランドでの潮干狩り（1957年）

英語ではクラム（二枚貝）を掘り出す意から clam digging と言い、潮干狩りをする人を clam digger(s) と言うが、この場合は日本語の潮干狩りとは異なり、娯楽としての貝採りとともに漁業者による業としての貝類採取も含まれる。またこの語から転意したものとして、カプリパンツのようなカジュアルで裾の短い七分〜八分タイプのズボンを、潮干狩りをするときに着用するような形態のズボンの意から、特に米語で clam diggers あるいは clamdiggers と言う場合がある。

### 中国
中国語では挖蛤、拾蛤、撈蛤などと言う。

### 日本

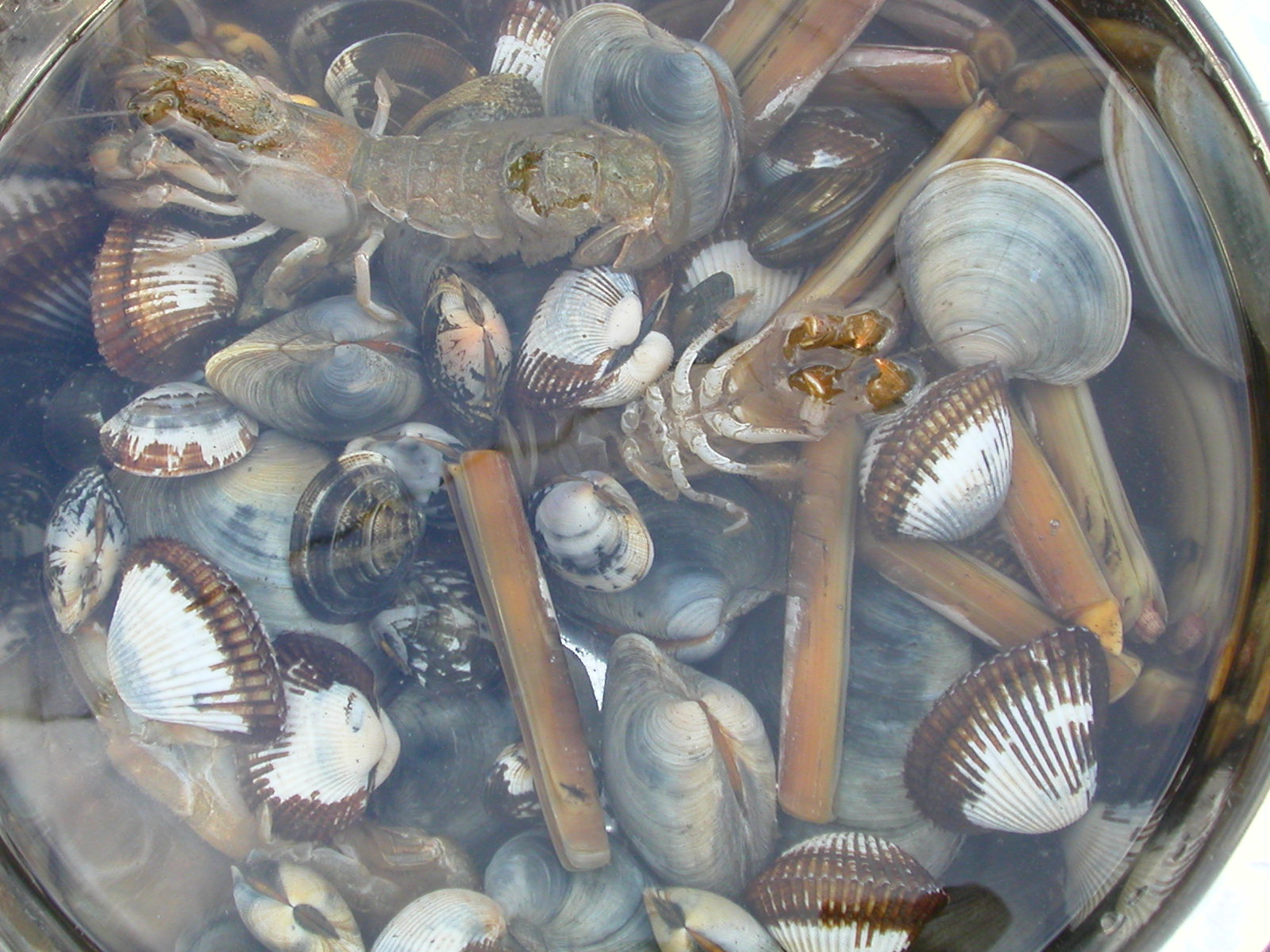
東京湾での潮干狩りの成果
（アサリ、マテガイ、サルボウ、ホンビノスガイ他）

日本での潮干狩りのシーズンは春から夏が一般的で、ゴールデンウィーク頃の風物詩の一つとして全国各地の潮干狩り風景が各種メディアで伝えられる。
潮干狩りで採取する貝は、日本ではアサリがよく知られるが、他にもハマグリ、バカガイ、マテガイ、人や地域によってはアナジャコ等も採取される。料金を徴収する潮干狩り場によっては、人の手で貝を蒔いている所もある。
沖縄では旧暦の3月3日に海岸に下りて料理を食べ、潮干狩りをする行事があり、これを浜降り（はまうい）という。これは本来は女性の祭りであり、厄除けの意味があったという。
日本では、海岸へ入ること自体は、海岸が国有財産であるため、料金を取ることはできない。 日本で潮干狩りを行うには漁業法のほか都道府県の条例で定めた漁業調整規則が適用される場合があり、違反した場合は密漁として罰金刑が科される。このため事前に漁業権者又は漁協の対応を調べる必要がある。ただし、告訴がなければ公訴を提起することができないことの逆に、漁協では入漁権を設定しており、この入漁権を持たない者は採取することを禁じている。また、一般向けに漁業協同組合などが料金を徴収する場合は、告訴しないことにしている。また、浜名湖のように、一定の条件で告訴しない条件を明示している場合もある。

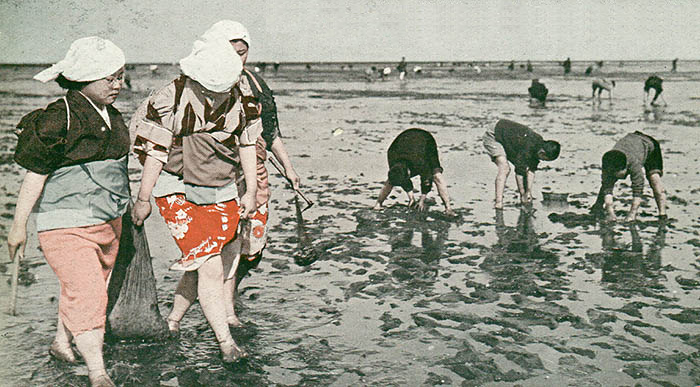
羽田沖の潮干狩り（1937年）